# Куркин, Парамон Самсонович
Парамо́н Самсо́нович Ку́ркин (1879—1957) — донской казак, участник Первой мировой, Гражданской и Великой Отечественной войн.

## Биография
Родился в 1879 году на хуторе Логовском станицы Нижне-Чирской Второго Донского округа Области Войска Донского в казачьей семье.

### Первая мировая война
В начале Первой мировой войны был призван в 53-й запасной казачий полк. Воевал на Румынском фронте. Был награждён Георгиевской медалью 4-й степени.

### Гражданская война
В гражданскую войну организовал краснопартизанский отряд, в 1918 году был начальником разведки 38-й Морозовско-Донецкой стрелковой дивизии 10-й армии, участник обороны Царицына.

### Межвоенный период
Во время поездки по Югу России для сбора материала к повести «Хлеб» с Куркиным встретился Алексей Толстой, сделав его впоследствии прототипом одного из героев этого произведения.

### Великая Отечественная война
Во время Великой Отечественной войны организовал добровольческую казачью сотню в родной станице и привёл её в 15-ю Донскую казачью кавалерийскую дивизию, вошедшую затем в состав 17-го казачьего кавалерийского корпуса. Был назначен комендантом штаба 33-го казачьего кавалерийского полка. Старшина П. С. Куркин отличился в бою с превосходящими силами противника 28—29 июля 1942 года в районе хутора Цукерова Балка. Танковая бригада, действовавшая совместно с казачьей дивизией, отошла, и Куркин добровольно вызвался выяснить обстановку, чем, как отмечалось в наградном листе, «предотвратил ненужные жертвы». За отличие в этом бою он был награждён орденом Красной Звезды. 27 августа 1942 15-я Донская казачья дивизия была преобразована в 11-ю гвардейскую).
19 ноября 1942 по приказу Ставки ВГК в Северной группе войск Закавказского фронта в районе Кизляра был создан 5-й гвардейский Донской казачий кавалерийский корпус, основу которого составили гвардейские донские казачьи дивизии — 11-я, которой командовал генерал-майор, урюпинский казак Горшков и 12-я, которой командовал семикаракорский казак полковник Стрепухов, а также 63-я кавалерийская дивизия комбрига Белошниченко. Командиром корпуса был назначен генерал-майор Алексей Гордеевич Селиванов, до этого уже отличившийся в Битве за Кавказ. Когда корпус вёл тяжёлые бои в бурунах под Ага-Батырем, туда прибыл специальный корреспондент газеты Закавказского фронта «Боец РККА», впоследствии известный донской писатель капитан Виталий Закруткин. Встречался он и с Куркиным, записал его рассказ о своём жизненном пути, с которым он выступал перед казаками, вошедший затем в его книги «Кавказские записки» и «Дорогами большой войны».
3 января 1943 года Донской и Кубанский совместно с другими частями перешли в наступление, начав Северо-Кавказскую наступательную операцию. Впоследствии они были объединены в конно-механизированную группу под командованием генерал-лейтенанта Н. Я. Кириченко. Куркин в составе своей дивизии участвовал в освобождении Ставропольского края и южной части Ростовской области.
В Ростовской наступательной операции дивизия, форсировав Дон, в ночь с 8 на 9 февраля вступила в южную часть Нижнегниловского района Ростова-на-Дону (бывшая станица Гниловская), полностью освободив её совместно со стрелковыми частями 13 февраля, и затем была выведена в резерв.
Далее донские и кубанские казачьи дивизии, форсировав Мёртвый Донец, освобождали Красный город-сад, Семерники, Калинин, Хапры, Недвиговку и, двигаясь в направлении Весёлый — Александровка — Политотдельский, вышли к реке Миус. 5-й гвардейский кавкорпус овладел рубежом Новосёловский — Ряженое — Панченко и перешёл к обороне. Особенно ожесточённые бои вела 11-я дивизия разгорелись в районе высоты 101. Куркин был назначен командиром комендантского эскадрона дивизии, ему было присвоено звание гвардии капитана. Был избран членом дивизионной парткомиссии.
Константин Симонов встретился с Куркиным на Миус-фронте и написал о нём в книге «Разные дни войны».
Отличился Куркин и в ходе в Донбасской наступательной операции с 8 по 23 сентября 1943 года, в ходе которой 10 сентября части дивизии совместно с другими соединениями освободили город Волноваха, за что ей приказом Верховного Главнокомандующего И. В. Сталина было присвоено почётное наименование «Волновахская».
Затем, продолжая преследования, дивизия в составе корпуса вышла к реке Молочная. Как отмечалось в наградном листе, «носитель боевых казачьих традиций т. Куркин повседневно работал по воспитанию у казаков боевых традиций и лихости». Приказом командира 5-го гвардейского Донского казачьего кавалерийского корпуса гвардии генерал-лейтенанта А. Г. Селиванова от 26 февраля 1944 года он был награждён орденом Отечественной войны 2-й степени.
Затем командовал сабельным эскадроном 39-го гвардейского кавалерийского полка той же 11-й гвардейской кавалерийской дивизии. В ходе Битвы за Будапешт, находясь в резерве командира дивизии полковника И. В. Терентьева, выполнял специальные задания командования: «выезжал в части, контролировал выполнение боевых приказов и информировал командира дивизии о боевом состоянии частей»". Приказом командира 5-го гвардейского Донского казачьего кавалерийского корпуса гвардии генерал-майора С. И. Горшкова от 1 февраля 1945 года он был награждён орденом Отечественной войны 1-й степени.
Войну закончил в Австрии звании гвардии майора.

### После войны
После окончания Великой Отечественной войны жил в станице Нижне-Чирской. Работал директором Нижне-Чирского филиала Музея обороны Царицына-Сталинграда. Неоднократно встречался с молодёжью, в том числе с курсантами 7-й Сталинградской спецшколы ВВС, располагавшейся в станице.
Выйдя на пенсию, переехал в город Калач-на-Дону, где продолжал вести большую работу по пропаганде боевых казачьих традиций и военно-патриотическому воспитанию подрастающего поколения. Не раз выступал в школах и в музее обороны Царицына-Сталинграда с рассказами о боевом прошлом.
Умер в 1957 году.

## Память
В Государственном музее-панораме «Сталинградская битва» есть личный архивный фонд, посвящённый Парамону Самсоновичу Куркину.

## Награды
- Орден Красного Знамени (20.02.1928[19])
- Орден Отечественной войны 1-й степени (1.02.1945[16]
- Орден Отечественной войны 2-й степени (26.02.1944[14])
- Орден Красной Звезды (24.08.1942[7])
- Георгиевская медаль 4-й степени
- другие медали

## Комментарии
1. ↑  Дата 22 февраля 1944 года на сайте РИА «Новости» Архивная копия от 16 декабря 2012 на Wayback Machine указана ошибочно, так как снимок сделан в Венгрии